# بهرام عبدولی
بهرام عبدولی (به چینی: 拜合拉木·阿卜杜外力؛) زاده (۸ مارس ۲۰۰۳)یک فوتبالیست حرفه ای چینی است .  او از قومیت اویغور است.
1. ↑  «بازیکن ازبکی با نام ایرانی در تیم ملی چین!». ورزش سه. دریافت‌شده در ۲۰۲۴-۰۹-۱۲.